# Diprociphilus allivorus
Diprociphilus allivorus är en insektsart. Diprociphilus allivorus ingår i släktet Diprociphilus och familjen långrörsbladlöss. Inga underarter finns listade i Catalogue of Life.